# 切削加工

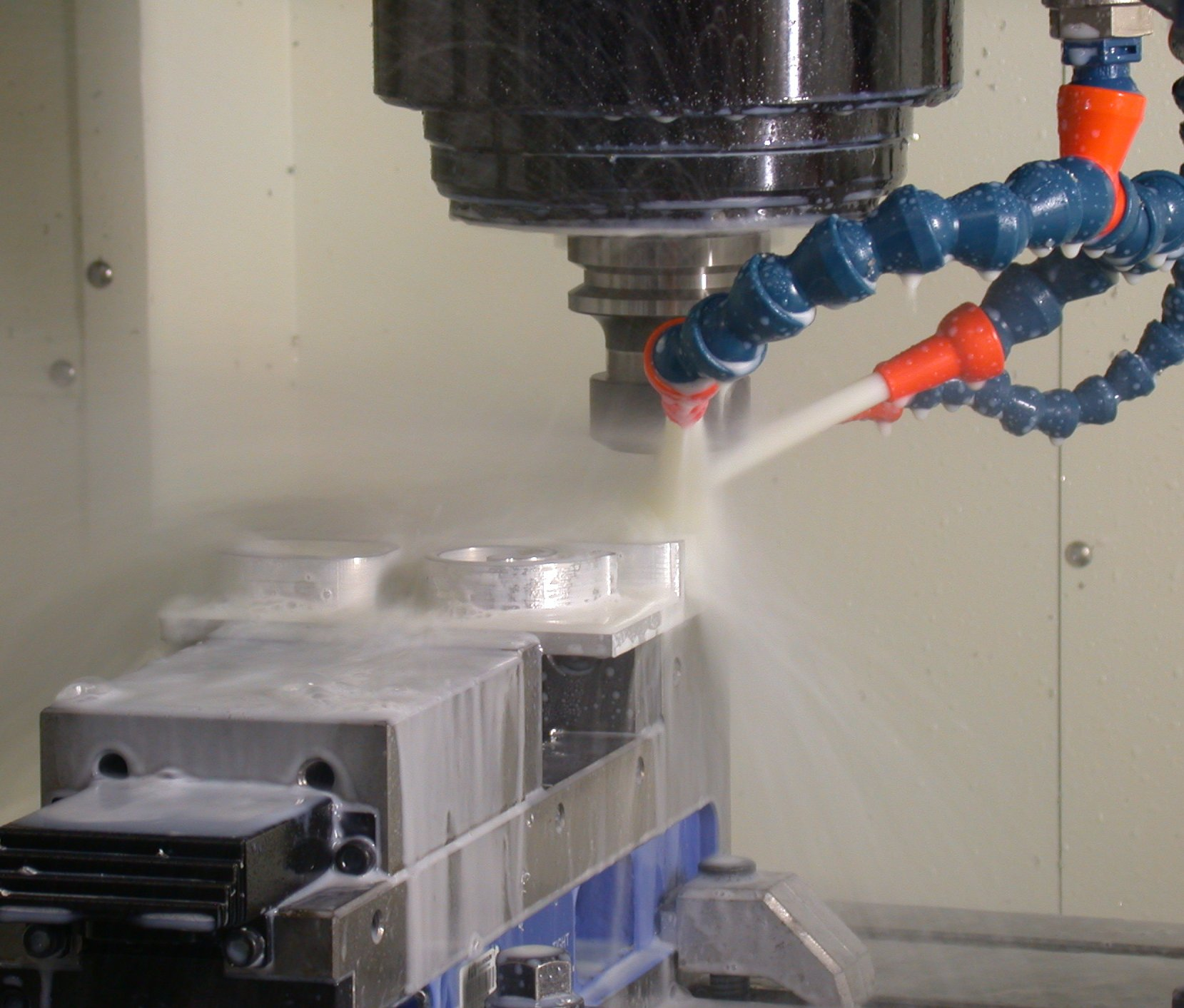
マシニングセンタによる切削加工

切削加工（せっさくかこう）は切削工具類を用いて対象物を切り削る加工方法である。
除去加工とも呼ばれる。
なお、大きな外力によって対象物を変形させて目的の形状を得る塑性加工とは区別される。
本稿では、切削における物理現象などを中心に各種切削手段の共通の点に関する説明を行い、多様な切削工具ごとの個別の事情は扱わない。切削工具と切削加工を行う機械については切削工具を参照のこと。

## 概要
切削加工は、金属加工を中心に木材加工やプラスチック加工など、多様な造形作業において一般的な加工手段である。
多くが機械力を利用した専用の工作機械と多様な専用工具によって行われているが、鉋（かんな）や鑿（のみ）のような人力による切削加工も行われている。

## 原理

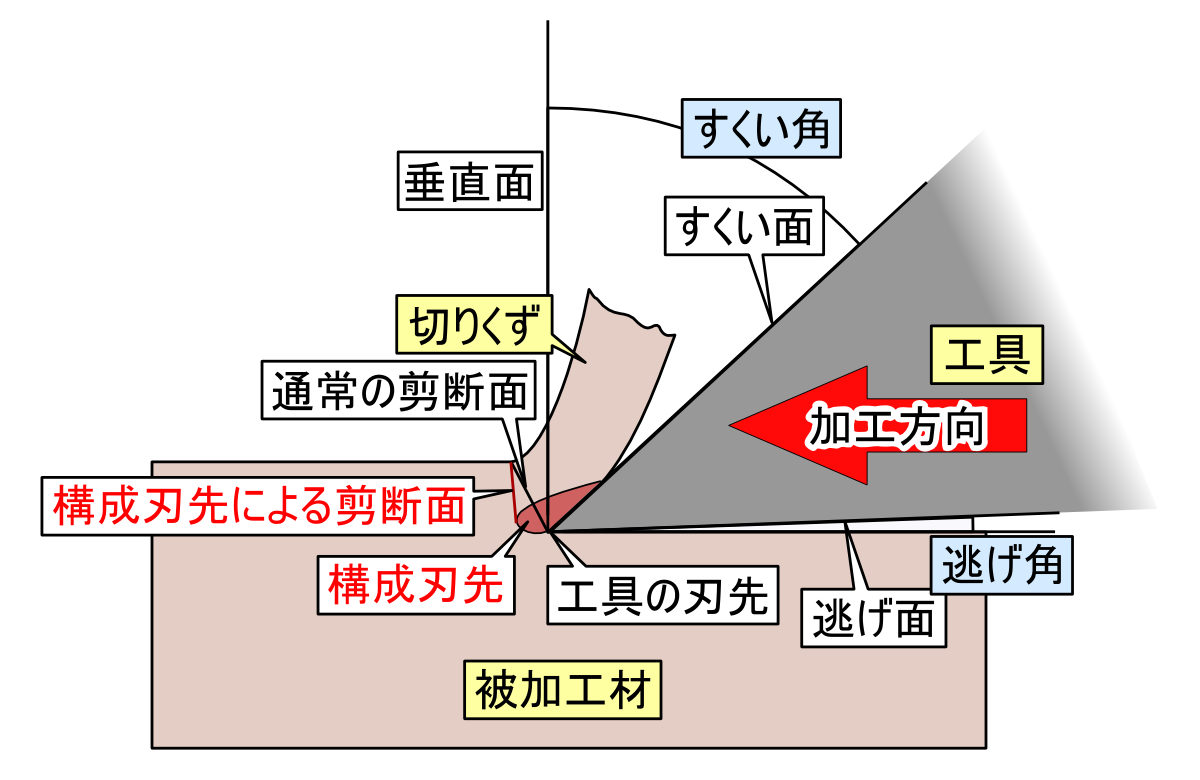
切削加工時の先端部 側面概念図

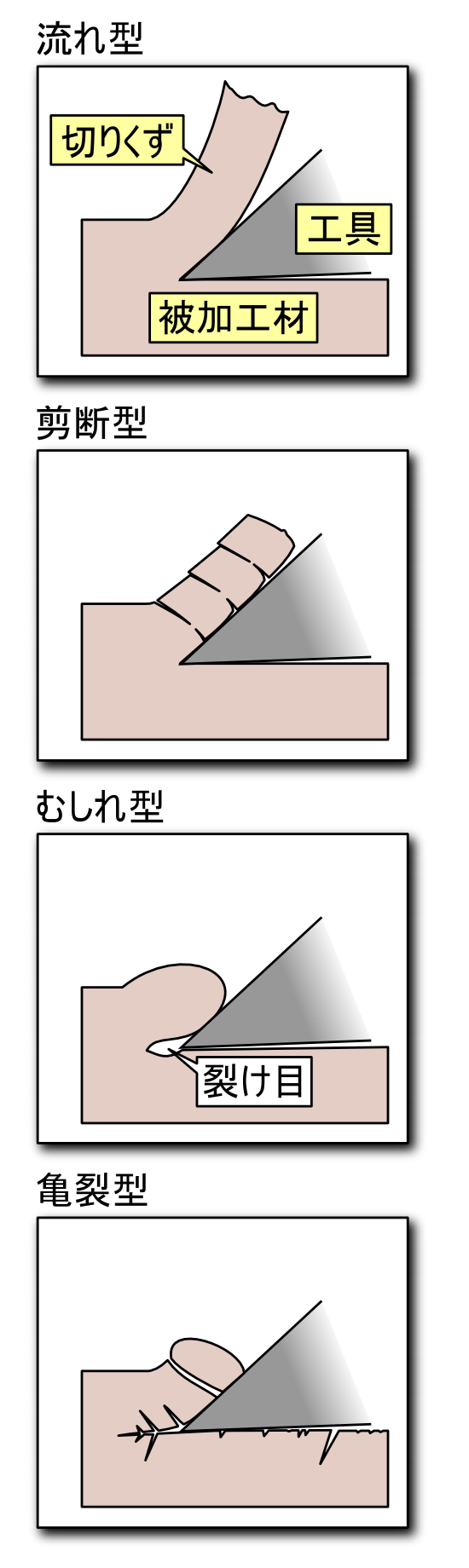
切りくずの4類型

加工部では、切削工具の刃先によって被加工材を物理的に切り込み割り裂いて、被加工材の一部を削り出し切りくずとして排除しながら、刃先を連続的に押し進める。
被加工材が無理なく削り出される程度の深さで工具の刃先が入ることで、切りくずとなって除かれる被加工材の断片が刃先から被加工材の表面まで伸びるせん断面によって破壊を受け、すくい面の上を滑りながら変形を起こして、最終的には被加工材から除かれる。
被加工材の材質や加工法、刃形、その他の切削条件によって切りくずは多様な形状となり、特に、工具の刃先先端部に被加工物の一部が張り付いて刃先のように振舞う「構成刃先」と呼ばれる現象が起きると、この部分が成長しては剥がれる周期的な経過を幾度も繰り返すために、加工面を荒れさせる原因となるため好ましくない。
切りくずがスムースに連続して生じる流れ型が最も加工面が美しく仕上がるが、材質によってはそれ以外の形状となり、柔らかな材料や変形しやすい材料ではせん断型やむしれ型になり、脆い材料では亀裂型になることがある。
研削加工も微小な砥粒が被加工材を切削してゆく点では切削加工と同じ原理である。